# Anders Wiklund
Anders Stig Wiklund, född 1 maj 1949 i Borlänge, är en svensk pappersbruksarbetare och politiker (vänsterpartist). Han var ordinarie riksdagsledamot 2002–2006, invald för Dalarnas läns valkrets.
I riksdagen var han suppleant i arbetsmarknadsutskottet och trafikutskottet.